# Lega NEBL 1999
La Lega NEBL 1999 è stata la 1ª edizione della Lega NEBL. La vittoria finale fu ad appannaggio dei lituani dello Žalgiris Kaunas sui lettoni dell'ASK/Brocēni/LMT Rīga.

## Squadre partecipanti
| Lituania - Alytaus Alita - Lietuvos rytas - Žalgiris Kaunas | Lettonia - Brocēni - Ventspils | Estonia - Kalev | Finlandia - ToPo Helsinki | Svezia - Plannja Basket |

## Fase a gironi
|  | Final Four |

### Gruppo A

#### Classifica
|    | Squadra              | G  | V | P | PF  | PS  | Diff. | P.ti |
| -- | -------------------- | -- | - | - | --- | --- | ----- | ---- |
| 1. | ASK/Brocēni/LMT Rīga | 10 | 8 | 2 | 963 | 903 | +60   | 16   |
| 2. | Lietuvos rytas       | 10 | 6 | 4 | 934 | 916 | +18   | 12   |
| 3. | TeamWARE ToPo        | 10 | 4 | 6 | 871 | 889 | -18   | 8    |
| 4. | Alita                | 10 | 3 | 7 | 807 | 853 | -46   | 6    |

### Gruppo B

#### Classifica
|    | Squadra        | G  | V  | P  | PF  | PS  | Diff. | P.ti |
| -- | -------------- | -- | -- | -- | --- | --- | ----- | ---- |
| 1. | Žalgiris       | 10 | 10 | 0  | 970 | 748 | +222  | 20   |
| 2. | Plannja Basket | 10 | 6  | 4  | 878 | 897 | -19   | 12   |
| 3. | Ventspils      | 10 | 3  | 7  | 846 | 920 | -74   | 6    |
| 4. | Kalev          | 10 | 0  | 10 | 821 | 964 | -143  | 0    |

## Final Four
|  | Semifinali      | Semifinali      | Semifinali |         |                 | Finale             | Finale             | Finale             |  |
|  |                 |                 |            |         |                 |                    |                    |                    |  |
|  | Žalgiris Kaunas | Žalgiris Kaunas | 103        |         |                 |                    |                    |                    |  |
|  | Žalgiris Kaunas | Žalgiris Kaunas | 103        |         |                 |                    |                    |                    |  |
|  | Lietuvos rytas  | Lietuvos rytas  | 75         |         |                 |                    |                    |                    |  |
|  | Lietuvos rytas  | Lietuvos rytas  | 75         |         | Žalgiris Kaunas | Žalgiris Kaunas    | 83                 |                    |  |
|  |                 |                 |            |         | Žalgiris Kaunas | Žalgiris Kaunas    | 83                 |                    |  |
|  |                 |                 | Brocēni    | Brocēni | 81              |                    |                    |                    |  |
|  | Plannja Basket  | Plannja Basket  | Brocēni    | Brocēni | 81              | 81                 |                    |                    |  |
|  | Plannja Basket  | Plannja Basket  |            |         |                 | 81                 |                    |                    |  |
|  | Brocēni         | Brocēni         | 87         |         |                 | Finale terzo posto | Finale terzo posto | Finale terzo posto |  |
|  | Brocēni         | Brocēni         | 87         |         |                 |                    |                    |                    |  |
|  |                 |                 |            |         |                 |                    |                    |                    |  |
|  |                 |                 |            |         |                 | Lietuvos rytas     | Lietuvos rytas     | 95                 |  |
|  |                 |                 |            |         |                 | Lietuvos rytas     | Lietuvos rytas     | 95                 |  |
|  |                 |                 |            |         |                 | Plannja Basket     | Plannja Basket     | 87                 |  |